# افسر و جاسوس
افسر و جاسوس (انگلیسی: An Officer and a Spy) داستانی تاریخی و مهیج نوشتهٔ رابرت هریس نویسنده و روزنامه‌نگار انگلیسی است.
این داستان روایت ماجرایی واقعی است که درآن به شرح وقایعی می‌پردازد که بین سالهای ۱۸۹۶ تا ۱۹۰۶ برای افسر فرانسوی ژرژ پیکوکار رخ داده‌است. او در پی کشف حقیقت در مورد شواهدی مستند است که در آن؛ آلفرد دریفوس به جزیره گویان که به جزیره شیطان لقب گرفته بود، تبعید و در آنجا زندانی شد.

## فیلم
رابرت هریس با الهام از علاقهٔ دوست دیرینه‌اش رومن پولانسکی به ماجرای دریفوس به نوشتن این رمان اقدام نمود. هریس داستان این رمان را با کمک وی به‌صورت فیلمنامه‌ای در سال ۲۰۱۳ به رشته تحریر درآورد، که پولانسکی در سال ۲۰۱۹ به عنوان کارگردان فیلم آن را ساخت.